# Columbus (New Mexico)
Columbus is een plaats (village) in de Amerikaanse staat New Mexico, en valt bestuurlijk gezien onder Luna County.

## Demografie
Bij de volkstelling in 2000 werd het aantal inwoners vastgesteld op 1765.
In 2006 is het aantal inwoners door het United States Census Bureau geschat op 1876, een stijging van 111 (6,3%).

## Geografie
Volgens het United States Census Bureau beslaat de plaats een oppervlakte van
7,2 km², geheel bestaande uit land. Columbus ligt op ongeveer 1238 m boven zeeniveau.

## Plaatsen in de nabije omgeving
De onderstaande figuur toont nabijgelegen plaatsen in een straal van 96 km rond Columbus.